# Cephalomitrion aterrimum
Cephalomitrion aterrimum är en bladmossart som först beskrevs av Franz Stephani, och fick sitt nu gällande namn av Rudolf Mathias Schuster. Cephalomitrion aterrimum ingår i släktet Cephalomitrion och familjen Cephaloziellaceae. Inga underarter finns listade i Catalogue of Life.